# ديرك بلوكر
ديرك بلوكر (بالإنجليزية: Dirk Blocker)‏ مواليد 31 يوليو 1957 في هوليوود، كاليفورنيا، الولايات المتحدة، هو ممثل أمريكي بدأ مسيرته الفنية سنة 1974.

## الأعمال
- روح شريرة
- ستارمان
- اعتدال شمسي
- عقول إجرامية
- بروكلين ناين-ناين

## روابط خارجية
- ديرك بلوكر على موقع IMDb (الإنجليزية)
- ديرك بلوكر على موقع ألو سيني (الفرنسية)
- ديرك بلوكر على موقع أول موفي (الإنجليزية)
- ديرك بلوكر على موقع قاعدة بيانات الأفلام السويدية (السويدية)
- ديرك بلوكر على موقع إن إن دي بي (الإنجليزية)
- ديرك بلوكر على موقع قاعدة بيانات الفيلم (الإنجليزية)
- ديرك بلوكر على موقع كينوبويسك (الروسية)